# Pillara macleayensis
Espèce
Pillara macleayensis est une espèce d'araignées aranéomorphes de la famille des Stiphidiidae.

## Distribution
Cette espèce est endémique de Nouvelle-Galles du Sud en Australie. Elle se rencontre sur le plateau Carrai et les monts Hastings.

## Description
Le mâle holotype mesure 5,96 mm et la femelle paratype 5,96 mm.

## Étymologie
Son nom d'espèce, composé de coolah et du suffixe latin -ensis, « qui vit dans, qui habite », lui a été donné en référence au lieu de sa découverte, le Macleay River.

## Publication originale
- Gray & Smith, 2004 : The "striped" group of stiphidiid spiders: two new genera from northeastern New South Wales, Australia (Araneae: Stiphidiidae: Amaurobioidea). Records of the Australian Museum, vol. 56, p. 123-138 (texte intégral).